# Spirographa lichenicola
Spirographa lichenicola is een korstmosparasiet behorend tot de familie Spirographaceae. Hij leeft op het gewoon schorsmos (Hypogymnia phyodes).

## Verpreiding
In Nederland is de soort zeer zeldzaam.